# Carbonato de estrôncio
Carbonato de estrôncio (SrCO3) é um sal que tem a aparência de um pó branco ou cinza, e ocorre naturalmente no minério estroncianita.

## Propriedades químicas
Carbonato de estrôncio é pó branco ou acinzentado, inodoro e sem sabor. Sua composição química é: C 8.14% O 32.51% Sr 59.35%. Sendo um carbonato, é uma base fraca e consequentemente é reativo com ácidos. É por outro lado estável e seguro de ser manuseado. É praticamente insolúvel em água (1 parte em 100000). A solubilidade aumenta significativamente se a água é saturada com CO2, para 1 parte em 1000. É solúvel em ácidos diluídos.

## Preparação
Ainda que ocorra como mineral, o carbonato de estrôncio é preparado sinteticamente por uma de duas maneiras. A primeira das quais é do naturalmente ocorrente mineral celestina também conhecido como sulfato de estrôncio (SrSO4) ou pelos sais solúveis de estrôncio por reação em solução com um carbonato solúvel (usualmente carbonatos de sódio ou amônio). Por exemplo se carbonato de sódio for usado em solução com nitrato de estrôncio:
Sr(NO3)2 (aq) + Na2CO3 (aq) → SrCO3 (s) + 2 NaNO3 (aq).

## Usos

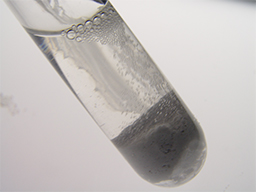
Ácido nítrico reage com carbonato de estrôncio para formar nitrato de estrôncio.

O uso mais comum é como um barato corante em fogos de artifício. Estrôncio e seus sais emitem uma brilhante cor vermelha quando em chamas. Diferentemente de outros sais de estrôncio, o carbonato é geralmente preferido devido ao seu custo e ao fato que ele não é higroscópico. Sua habilidade para neutralizar ácidos é também útil em pirotecnia. Outra aplicação similar é em sinalizadores.
Carbonato de estrôncio é usado em aplicações em eletrônica. É usado para produzir superfícies em tubos de raios catódicos para absorver elétrons resultantes do cátodo.  
Ele é usado na preparação de vidro iridescente, pinturas luminosas, óxido de estrôncio ou sais de estrôncio e no refino de açúcar.
Por causa de seu status como uma fraca base de Lewis, o carbonato de estrôncio pode ser usado para produzir muitos compostos diferentes de estrôncio pela simples reação com o ácido correspondente.
Ele também é usado na produção de ferritas de estrôncio para magnetos permanentes os quais são usados em alto-falantes e magnetos de uso em portas.